# Славянский, Кронид Фёдорович
Кронид Фёдорович Славянский (1847—1898) — русский врач-акушер и гинеколог, заслуженный профессор Императорской военно-медицинской академии. Действительный статский советник.

## Биография
Сын художника Ф. М. Славянского, ученика А. Г. Венецианова, выходца из крепостных крестьян, и его жены, Александры Богдановны Бекман. Родился 2 февраля 1847 года. С серебряной медалью в 1863 году окончил Ларинскую гимназию. Медицинское образование получил в Императорской медико-хирургической академии, где занимался патологической анатомией у профессора М. М. Руднева. Акушерство изучал в клинике А. Я. Крассовского. Степень доктора медицины получил за диссертацию «К нормальной и патологической гистологии яичника человека» (1871), а в следующем году признан приват-доцентом академии.
Командированный за границу, работал во многих физиологических лабораториях. В 1876 избран на кафедру акушерства и женских болезней в Императорский Казанский университет, откуда перешел в Военно-медицинскую академию в Санкт-Петербурге, стал с 1879 года заведовать госпитальной клиникой.
Много способствовал развитию в России научной стороны акушерства и гинекологии. В академии им первым поставлено на высокий уровень клиническое дело, причём в основу было положено при обращении с больными проведение строгого обеззараживания. Заботами Славянского был устроен и открыт родильный приют в Гавани в Петербурге. Его руководство по женским болезням («Частная патология и терапия женских болезней», 2 т.) пользовалось спросом и широко распространялась.
Славянский был членом-учредителем «Съездов русских врачей», редактировал «Международную клинику» и «Журнал акушерства и женских болезней», несколько переводных сочинений. Под руководством Славянского исполнено много специальных работ по акушерству и женским болезням.
Умер 11 сентября 1898 года. Был похоронен в Санкт-Петербурге на Новодевичьем кладбище; могила утрачена.
Его дочь Ольга была замужем за генерал-майором бароном Константином Владимировичем Врангелем (1860—1917), сыном В. Л. Врангеля.

## Научные труды
- «Изменение матки и яичников кролика под влиянием фосфорного отравления» (1871);
- «Исследование над строением отпадающей оболочки»; «Metrite interne villeuse», «Endometritis decidualis haemorrhagica bei Cholera», то же по-английски;
- «О заболеваниях последа»;
- «К анатомии и физиологии яичника»;
- «О физиологических проявлениях половой жизни женщин-крестьянок»;
- «О росте и созревании Графовых пузырьков во время беременности» (1877);
- «Чревосечение при внематочной беременности» и мн. др.